# Max Thieriot
Maximillion "Max" Drake Thieriot (Los Altos Hills, Califòrnia, 14 d'octubre, 1988) és un actor i guionista nord-americà.

## Vida i carrera
Max Thieriot té una germana i un germà. El seu avi patern era Charles de Young Thieriot, propietari i publicista del San Francisco Chronicle, i descendent dels germans Young, fundadors del diari. Va créixer a Occidental, Califòrnia. Es va graduar a l'institut El Molino l'any 2006.
Thieriot va ser descobert en una classe d'improvisació. Va modelar per a GAP i també va aparèixer en dos curtmetratges abans de protagonitzar Missió no autoritzada. va debutar al cinema. Van seguir altres pel·lícules, com la pel·lícula de 2005 The Babynator i les pel·lícules de 2007 The Astronaut Farmer i Nancy Drew. El 2008, va interpretar una versió més jove del protagonista central, interpretat per Hayden Christensen, a la pel·lícula Jumper. El juny de 2008, la comèdia Kit Kittredge: An American Girl es va estrenar als cinemes amb Abigail Breslin en el paper principal.
El 2009, va assumir papers principals a Chloe d'Atom Egoyan i a la pel·lícula de terror My Soul to Take de Wes Craven. Al thriller psicològic de Mark Tonderai, House at the End of the Street, que es va estrenar als cinemes dels EUA el 21 de setembre de 2012, Thieriot es pot veure al costat de Jennifer Lawrence. Del 2013 al 2017 va protagonitzar la sèrie de televisió Bates Motel al costat de Vera Farmiga i Freddie Highmore. Del 2017 al 2022 va formar part del repartiment principal de la sèrie de televisió SEAL Team sobre la unitat especial dels EUA Navy SEALs. Després va desenvolupar la sèrie Fire Country juntament amb Tony Phelan i Joan Rater, en la qual també interpreta un dels personatges principals com a Bode Donovan.
L'1 de juny de 2013, Max Thieriot es va casar amb Lexi Murphy. El seu fill va néixer el desembre de 2015.

## Filmografia (selecció)
- 2004: Mission: Possible – Diese Kids sind nicht zu fassen! (Catch That Kid)
- 2005: Der Babynator (The Pacifier)
- 2006: Astronaut Farmer (The Astronaut Farmer)
- 2007: Nancy Drew (Nancy Drew)
- 2008: Jumper
- 2008: Kit Kittredge: An American Girl
- 2009: Stay Cool – Feuer & Flamme (Stay Cool)
- 2009: Chloe
- 2010: My Soul to Take
- 2011: Dark Horse
- 2012: House at the End of the Street
- 2012: Disconnect
- 2013–2017: Bates Motel (sèrie de televisió)
- 2015: Point Break
- 2017–2022: SEAL Team (sèrie de televisió)
- des de 2022: Fire Country (sèrie de televisió)